# Prospectiva
Prospectiva (Foresight em inglês) é um processo sistemático interdisciplinar cujo objetivo é explorar cenários de futuros possíveis. Na abordagem Prospectiva, não há um, mas muitos futuros a serem considerados, constituindo sua marca os estudos das possibilidade a partir das quais múltiplas situações ocorrem, seja como uma evolução linear do contexto presente, seja como como uma interrupção do cenário vigente.

### História e origem
A escolha entre diversas alternativas futuras faz parte da teoria de um dos fundadores da Prospectiva, o filósofo Bertrand de Jouvenel. A ideia original era a de que o futuro não pode ser reduzido a uma realidade única e linear, que seria onde conduziria o cenário de tendências, sendo preciso então concebê-lo a partir de uma realidade múltipla, de modo que estando no presente, podemos assumir que existe, não um, mas muitos futuros possíveis, o que Jouvenel chama “futurível” (em francês:  união de futures e possibles) em sua obra magna, A Arte de Conjectura, de 1964.
O nome daria origem à Associação Futuribles International e à famosa revista sobre o tema, a Futuribles, que hoje conta com uma versão em português publicada pela Fundação Fernando Henrique Cardoso.
A Associação Futuribles International foi sucessivamente presidida por Bertrand de Jouvenel, Pierre Massé, Pierre Piganiol, Philippe de Seynes, Mahdi
Elmandra, Jacques Lesourne e Hugues de Jouvenel. Sediada em Paris, sua equipe permanente com cerca de doze pessoas e uma rede de cerca de cinquenta conselheiros científicos estreitamente envolvidos com o conjunto de suas atividades. Atua, além disso, em parceria com numerosas instituições que, no mundo inteiro, são movidas por preocupações similares.
Entre as obras definidoras da Prospectiva estão também a Fenomenologia do tempo e da perspectiva (1964) de Gaston Berger e, mais recentemente, Da expectativa à ação (1994) de Michel Godet.

## Princípios distintivos
A Prospectiva não se confunde com a futurologia, área genérica de estudos sobre o futuro. Mais sistematizada, a Prospectiva apresenta múltiplas alternativas à situação do presente. Mais importante ainda, essas visões do possível não devem necessariamente ser continuações ou variações do presente, mas, em muitos casos, fenômenos que constituem descontinuidades e rupturas das presentes condições.
- Trabalha sobre horizontes temporais de longo prazo (rupturas e descontinuidades);
- Trabalha e organiza de forma eficaz uma grande variedade de informação;
- Disciplina e estrutura criatividade e a imaginação (trabalha em simultâneo a criatividade e a lógica);
- Foco na estrutura do futuro (mudanças + processos + actores + emergências);
- A incerteza como matéria-prima ("futuros alternativos" - implicações para a acção);
- A antecipação ao serviço da acção/decisão através da mobilização, apropriação e participação.

Alguns princípios da prospectiva:
- Determinismo (efeitos são precedidos por causas, no mesmo contexto, as mesmas causas têm os mesmos efeitos);
- Temporalidade;
- Reducionismo (a realidade pode ser até certo ponto simplificada e apreendida por meio de indicadores);
- Cálculo estatístico e probabilidade;
- Modelagem;
- Abordagem sistémica , reconhecendo uma certa previsibilidade de determinados sistemas, a determinadas escalas.

A prospectiva tem como objeto campos científicos e tecnológicos de áreas como a economia, meio ambiente e sociedade. Portanto, a Foresight é uma disciplina que trabalha e estuda conceitos de futuro de forma transdisciplinar sendo um ramo sistematizado dos Estudos de Futuros.[carece de fontes?]